# Корчеватская улица (Киев)
Корчеватская улица (укр. Корчуватська) — улица в Голосеевском районе города Киева в исторической местности Мышеловка. Пролегает от Хуторского переулка до улицы Весенней.

Корчеватская улица возникла в 30-е годы XX столетия. До 1944 года называлась 42-я Новая (укр. 42-а Нова). Современное название улица получила в честь расположенной неподалёку исторической местности Корчеватое).

По всей длине улица Корчеватская застроена малоэтажными частными домами.

К Корчеватской улице примыкает Золотоношская улица.